# 希皮利
希皮利（法語：Chipilly）是法国皮卡第大区索姆省的一个市镇，属于佩罗讷区索姆河畔布赖县。该市镇2009年时的人口为171人。

## 人口
希皮利人口变化图示
| 数据来源：INSEE |